# Борок (Верхнемостская волость)
Борок — деревня в Порховском районе Псковской области России. Входит в состав сельского поселения «Верхнемостская волость».
Расположена на юге волости, в 72 км к юго-западу от города Порхова и в 5 км к югу от волостного центра Верхний Мост.
Численность населения деревни на конец 2000 года составляла 10 человек.